# Приельбрусся (національний парк)
Національний парк «Приельбрусся» (рос. Национальный парк «Приэльбрусье») — національний парк розташований на теренах Ельбруського та Зольського районів Кабардино-Балкарської Республіки Росії. Парк був створений для збереження унікального природного комплексу Приельбрусся та створення умов для розвитку відпочинку, туризму та альпінізму..

## Географія
Територія національного парку «Приельбрусся» розташована в районі центрального Кавказу, в середньогірській та високогірській зоні (1400-5642 м над рівнем моря). Територія займає частину Головного Кавказького і Бокового хребтів. У межах національного парку виділяються кілька морфологічних форм рельєфу: високогірський-льодовиковий, середньовисотний гірський рельєф, лавові потоки та озерно-улоговинний..

## Тваринний світ
Тваринний світ національного парку багатий і нараховує 63 види ссавців, 111 видів птахів, 11 видів плазунів, 8 видів земноводних, 6 видів риб і величезну кількість видів комах.
У національному парку мешкають тварини і європейських широколистяних лісів  — лісова куниця, кіт дикий, бурий ведмідь, сарна, багато птахів, і степової зони Європи  — сліпак звичайний, хом'як звичайний, степовий тхір, сіра куріпка тощо. Серед ендеміків Кавказу  — козел кавказький (Capra caucasica), кавказький улар (Tetraogallus caucasicus), тетерук кавказький (Lyrurus mlokosiewiczi), видра звичайна (Lutra lutra meridionalis}}) та інші. За даними обліків 1995 року на території національного парку нараховувалося 4600 особин козла кавказького (Capra caucasica).
Серед ссавців, які мешкають на території парку, цікавими видами є сарна, серед риб  — струмкова форель (Salmo trutta morpha fario). Багато ендемічних форм і серед комах. Так, з 63 видів денних метеликів 20 видів зустрічаються тільки в Приельбруссі.
| Види занесені до Червоної книги РФ | Види занесені до Червоної книги РФ |
| Назва                              | Наукова назва                      |
| ---------------------------------- | ---------------------------------- |
| Безхребетні                        |                                    |
| Мнемозина                          | Parnassius mnemosyne               |
| Земноводні                         |                                    |
| Малоазійський тритон               | Triturus vittatus                  |
| Птахи                              |                                    |
| Балабан                            | Falco cherrug                      |
| Сип білоголовий                    | Gyps fulvus                        |
| Беркут                             | Aquila chrysaetos                  |
| Ягнятник                           | Gypaetus barbatus                  |
| Яструб коротконогий                | Accipiter brevipes                 |
| Кавказький тетерук                 | Lyrurus mlokosiewiczi              |
| Могильник                          | Aquila heliaca                     |
| Орлан-білохвіст                    | Haliaeetus albicilla               |
| Сапсан                             | Falco peregrinus                   |
| Стерв'ятник                        | Neophron percnopterus              |
| Чорний гриф                        | Aegypius monachus                  |
| Ссавці                             |                                    |
| Великий підковоніс                 | Rhinolophus ferrumequinum          |
| Вечірниця велетенська              | Nyctalus lasiopterus               |
| Видра звичайна                     | Lutra lutra meridionalis           |
| Кіт лісовий                        | Felis silvestris caucasica         |
| Леопард                            | Panthera pardus                    |
| Підковик малий                     | Rhinolophus hipposideros           |
| Нічниця гостровуха                 | Myotis blythii                     |
| Нічниця триколірна                 | Myotis emarginatus                 |

## Рослинний світ
Виняткова різноманітність рельєфу, температури, зволоження та ґрунтів вплинули на розвиток найрізноманітніших ландшафтів. Відокремленість деяких міжгір'їв і улоговин сприяє утворенню ендемічних і збереженню реліктових видів. Для природи парку характерне поєднання в тваринному і рослинному світі видів типових для степових та середземноморських районів Передньої Азії. Вертикальна зональність клімату зумовлює вертикальну поясність рослинного покриву. Основними поясними типами рослинності національного парку є: нівальний, субнівальний, альпійський, субальпійський, гірськолісовий і гірськостеповий. У рослинному покриві переважають луки. Потужний пояс хвойних лісів змінюється вузькою смугою деревно- чагарникового рідколісся, яке поступово переходить в пояс субальпійських, а потім і альпійських луків. Останні безпосередньо дотикаються до сніжників і фірнових полів. Флора квіткових і вищих судинних рослин Кабардино-Балкарії налічує близько 3000 видів, що становить 50 % видів, які загалом ростуть на Кавказі. Найбільш привабливі альпійські і субальпійські луки з травостоєм 8-15 см і від 40-50 до 70-80 см.
Серед рідкісних рослин багато ендеміків Кавказу: дзвоник Нефедова (Campanula nefedovii), нут маленький (Cicer minutum), вовчі ягоди баксанські (Daphne baksanica), лілія однобратственная (Lilium monadelphum), ломикамінь Динника (Saxifraga diimikii), перстач дивовижний (Potentilla divina), орлики олімпійські (Aquilegia olympica), сон албанський (Pulsatilla albana), дзвіночок доломітовий (Campanula dolomitica) тощо. Рододендрон кавказький — вічнозелений чагарник з родини вересових, який є під пильною охороною в гірськолуговому субальпійському ландшафті(Rhododendron caucasicum).
| Види занесені до Червоної книги РФ    | Види занесені до Червоної книги РФ |
| Назва                                 | Наукова назва                      |
| ------------------------------------- | ---------------------------------- |
| Покритонасінні                        |                                    |
| Береза Радде                          | Betula raddeana                    |
| Вовчі ягоди (Вовчоягідник) баксанські | Daphne baksanica                   |
| Ломикамінь колончатий                 | Saxifraga columnaris               |
| Дзвіночок доломітовий                 | Campanula dolomitica               |
| Рябчик кавказький                     | Fritillaria caucasica              |
| Нут маленький                         | Cicer minutum                      |

## Туризм
На території національного парку розташовані 23 рекреаційних установи. Протягом сезону тут можуть відпочити близько 5 тис. осіб. Плановий туризм в основному здійснюється під егідою Ельбруської ради з туризму та екскурсій. Існує 16-ть тематичних екскурсійних маршрутів.
Основні об'єкти автобусних екскурсій — Поляна Нарзанів (а також — Долина Нарзанів (пішохідний туризм)), м. Чегет, м. Ельбрус.